# 須賀神社 (小城市)
須賀神社（すがじんじゃ）は、佐賀県小城市小城町松尾にある神社。旧社格は県社。
祇園川の北側にある、千葉氏の山城・千葉城（別名：祇園城・牛頭城・牛頸城）が置かれていた小山（城山）に鎮座する麓にある、一の鳥居と神門を潜ると急峻な山肌を一直線に上る153段の石段が参道として本殿までをつなぐ。なお石段の途中に肥前鳥居の二の鳥居がある。拝殿には天井絵が残り、その奥、石垣上に本殿がある。「祇園さん」｢お祇園さん｣の名で呼ばれ親しまれている。

## 歴史
古くは祇園社と称しており、社伝によれば延暦22年に創建され当初は「清祠」と称し佐賀・小城・杵島3郡の宗廟として栄えたとされる。鎌倉末期の1316年（正和5年）、関東の下総国から九州に下向の際に、城山に千葉城を建造し後に地頭職にあった千葉胤貞が、この社を建立したといわれる。また京都祇園社（現八坂神社）の御分霊を勧請し神体の木像を納め、千葉氏の守護神としたとされる。
戦国期には龍造寺隆信が社地・社領を寄進し、1590年（天正18年）には鍋島直茂が神殿を修復、1591年（天正19年）にはさらに拝殿を再建したが、1828年（文政11年）に火災により焼失している。1876年（明治9年）廃仏毀釈により社号が「祇園社」から「須賀社」に改称された。

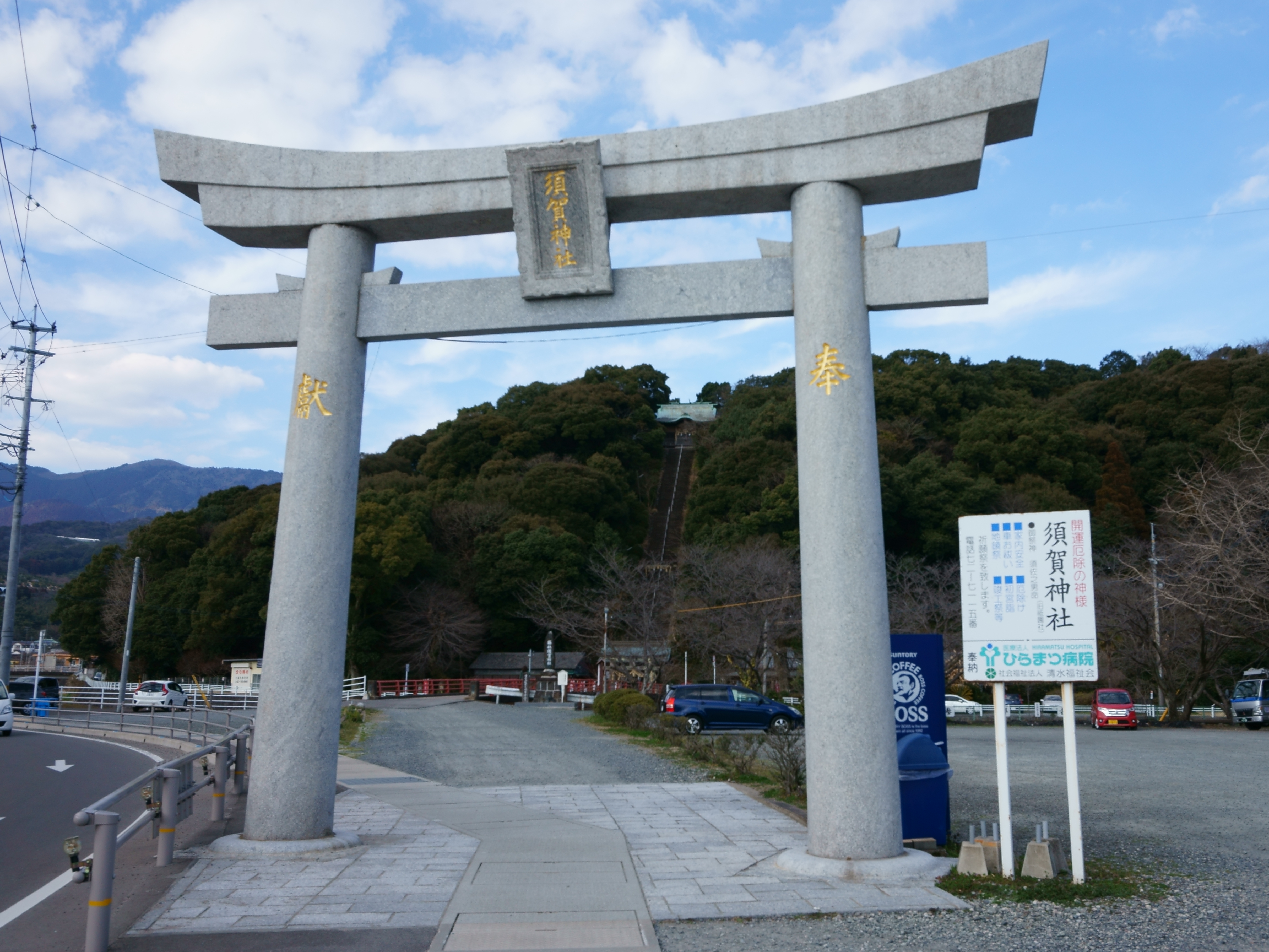
県道に面した一の鳥居
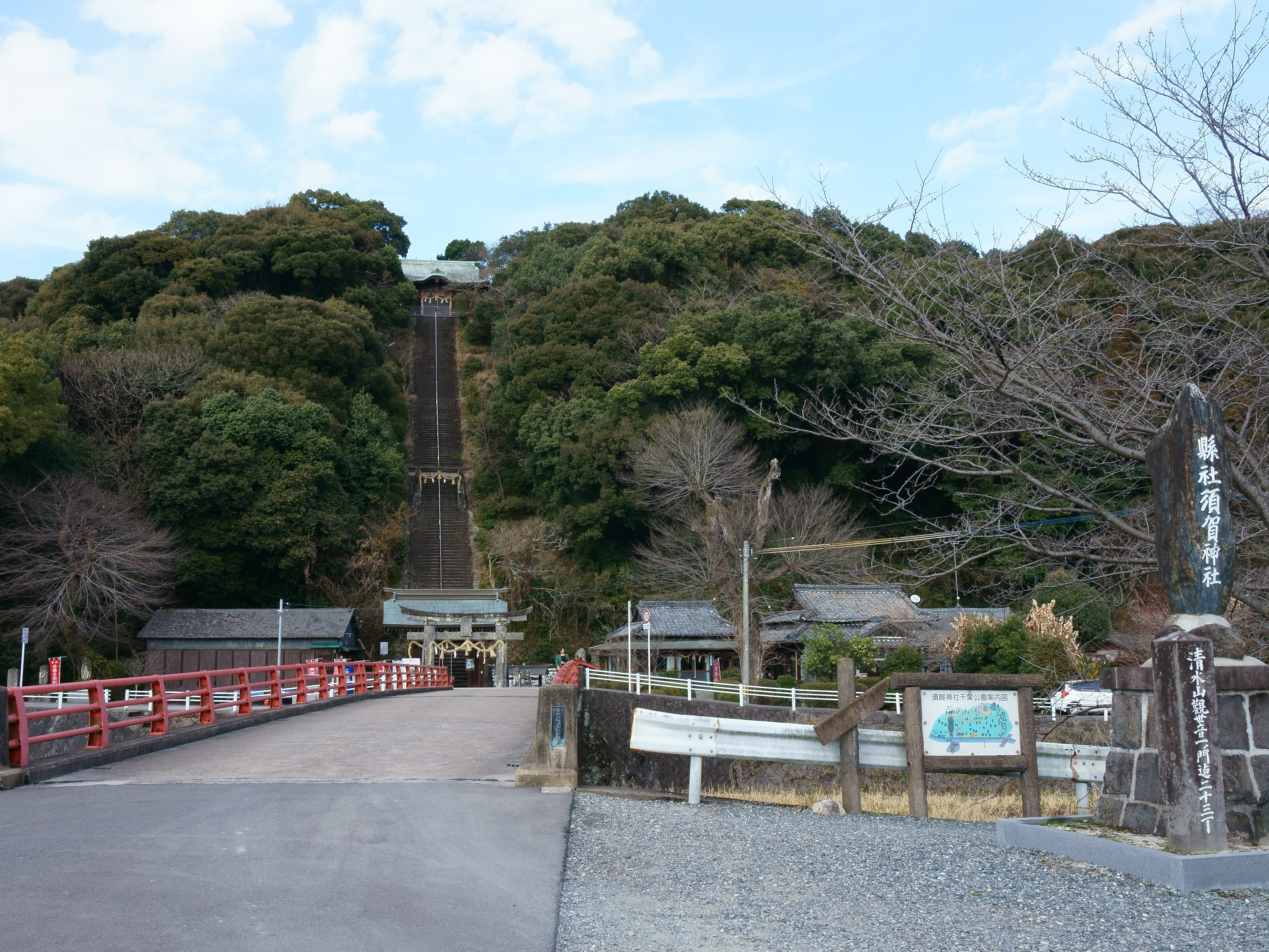
橋と石段
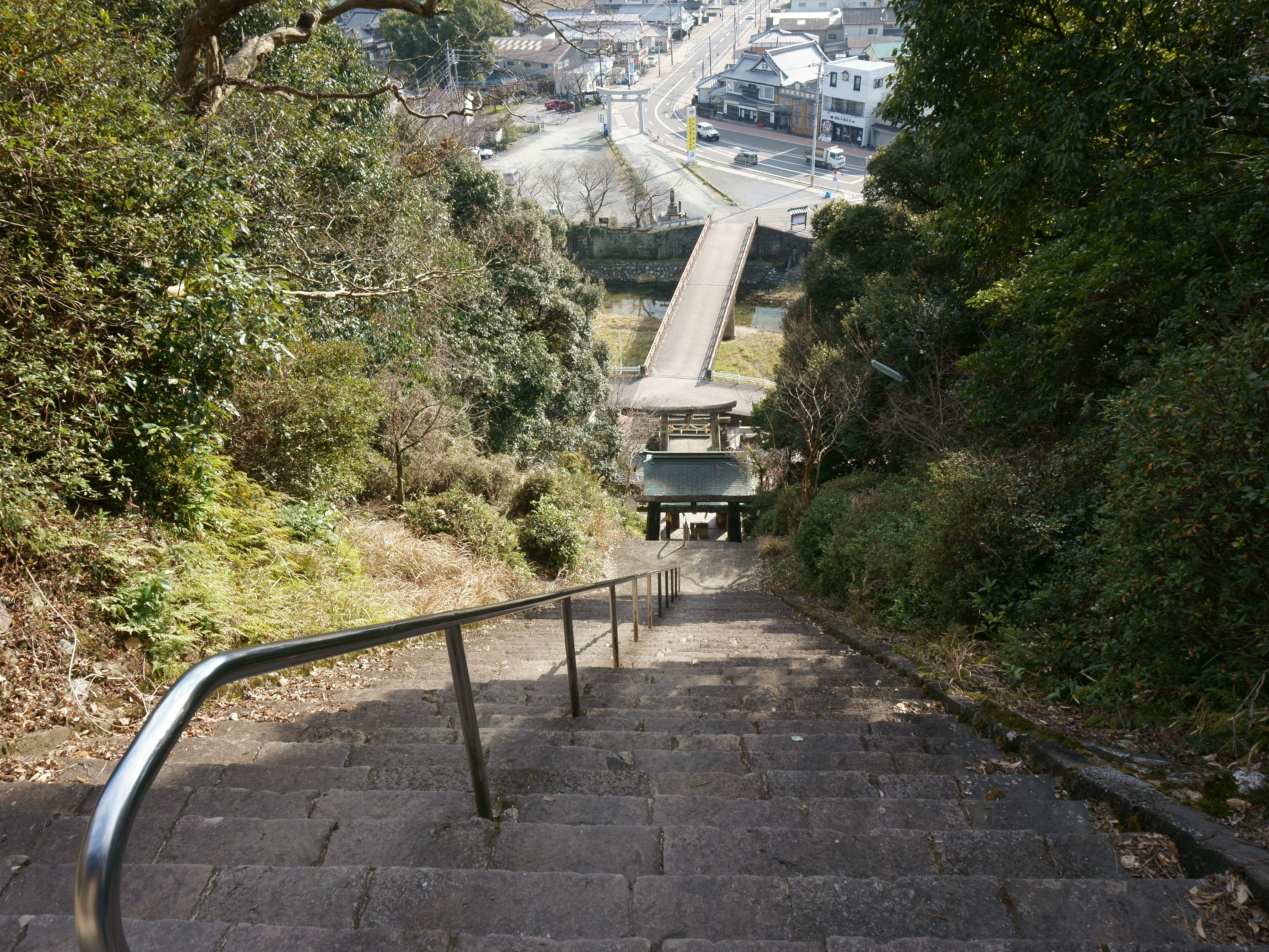
拝殿前から見下ろした急な石段
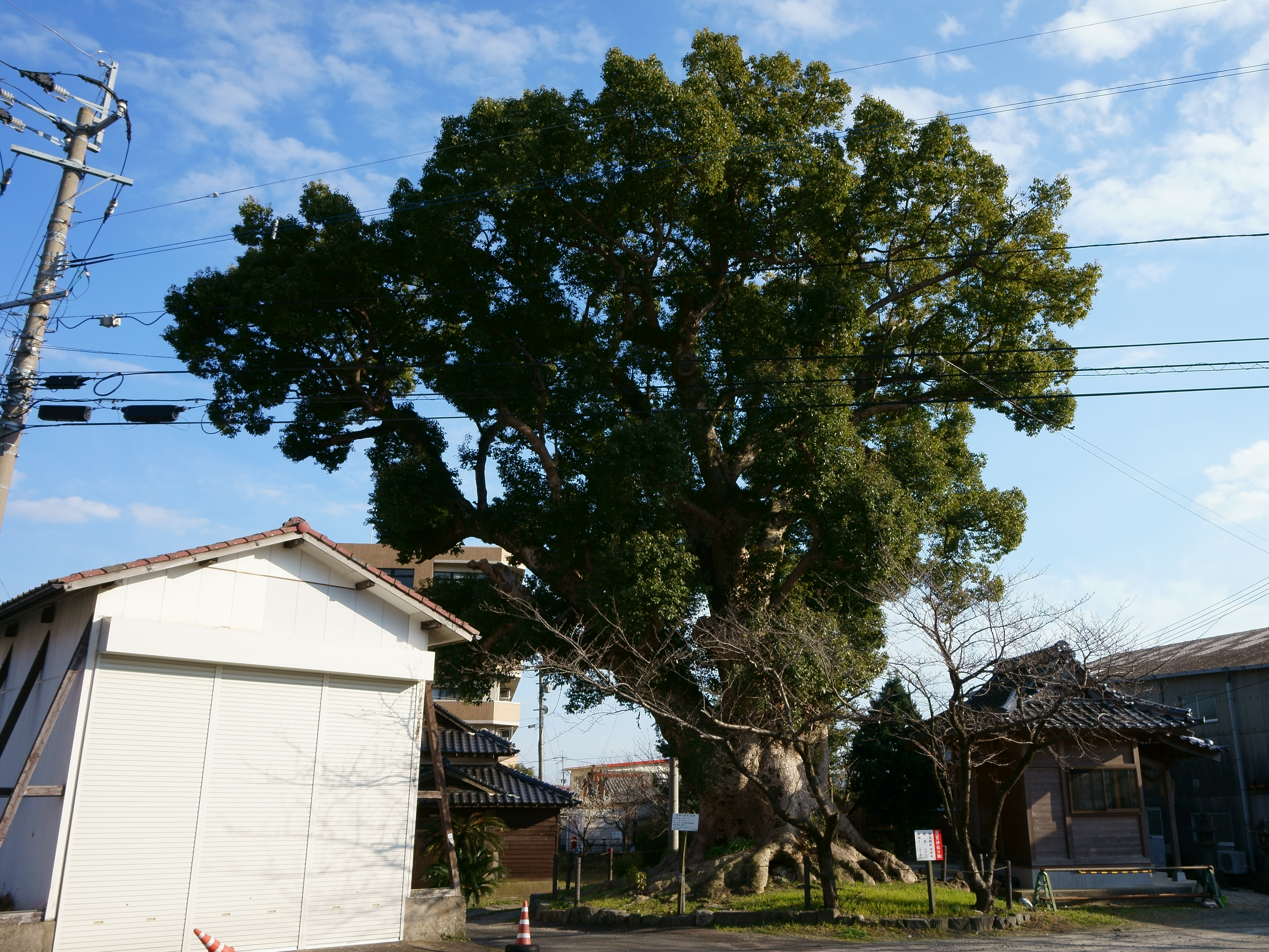
須賀神社の楠

## 祇園会

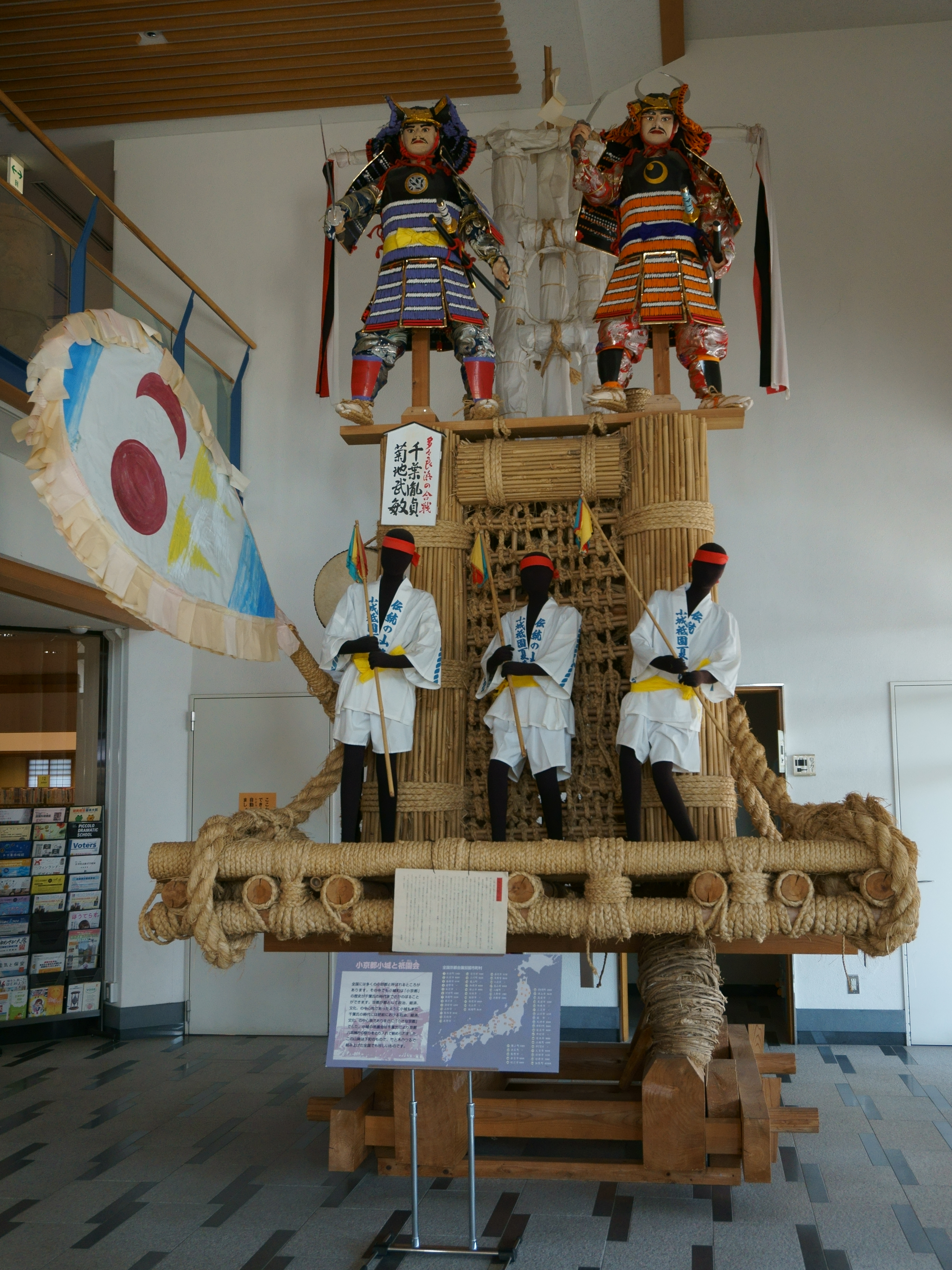
山挽き祇園の挽き山。桜城館に展示されている10分の9サイズの複製。

旧暦1月15日の花紫祇園、6月15日の団扇祇園、8月15日の柿祇園があり、特に団扇祇園の山車曳きは千葉胤貞が軍事訓練の一環として山挽き神事を行ったことから始まり、五穀豊穣、疫病退散、地域の安全を祈願する祭りとして、千葉氏滅亡後も小城藩小城藩主となった鍋島家によっても祭りを受け継いで今日に伝わっている。。
江戸時代には小城藩主鍋島元茂公年譜には藩士主導の下、南北に整備された上町、中町、下町の通りで先山・跡山の2台で執り行われ藩士たちも多く参加していたことが残る。一時中断した時期もあったが、明治期には小城藩前夜祭の横町による浮立奉納から始まり、翌日に須賀神社の氏子や上町・中町・下町の町民によって3台の挽山（山車）での巡行が再興された。。ツタやカズラを用いて毎年組み上げられる下町の山鉾は、山挽行事が始められた頃の製作技法を今に伝えていると考えられている。
かつては能や田楽などもあり「見事見るには博多の祇園、人間見るには小城の祇園」と呼ばれるほど、小城の祇園は温もりにあふれ多くの人々に愛され続けてきた。1843年（天保14年）に鍋島直正による倹約令により一時山車挽きは中止されたが明治に入って再開されている。現在では、小城祇園夏祭りとして毎年7月の第四日曜日に執り行われる風物詩となっている。

## その他
「男はつらいよ ぼくの伯父さん」（1989年）「ソフトボーイ」（2010年）で特徴的な参道の石段が撮影場所として使用された。